# Girolamo Diruta
Girolamo Diruta (en réalité Mancini) né vers 1554 à Deruta, près de Pérouse, dans l'actuelle Ombrie et mort après le 25 mars 1610, est un organiste, compositeur et théoricien italien.

## Biographie
Frère au couvent des Minorites (franciscains) de Corregio en 1574, il est organiste à Santa Maria dei Frari jusqu’en 1593, puis à la cathédrale de Chioggia en 1597 et à celle de Gubbio de 1609 à 1612, après avoir étudié à Venise avec Gioseffo Zarlino, Andrea Gabrieli et Claudio Merulo.

## Œuvres

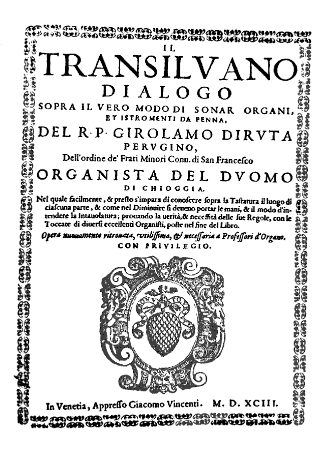

Diruta est surtout connu pour son traité, Il Transilvano publié en deux parties à Venise, en 1593 et 1610. L'ouvrage est intitulé ainsi en hommage au  prince de Transylvanie, Sigismond Ier. C'est un traité de technique organistique en forme de dialogue comprenant des exemples musicaux des meilleurs compositeurs de l'époque (Claudio Merulo, Andrea Gabrieli et Giovanni Gabrieli, Luzzasco Luzzaschi, Adriano Banchieri, etc.) et de Diruta lui-même (quatre pièces).
Diruta a également publié un recueil de motets, Il Primo Libro dei Contrapunti sopra il canto fermo delle antifone delle feste principali de tutto l’anno, 5v. (Venise 1580).